# Attentat de La Nouvelle-Orléans
L'attentat de La Nouvelle-Orléans est une attaque terroriste à la voiture-bélier, au cours de laquelle un homme au volant d'un pick-up et armé d'un fusil d'assaut fonce dans la foule amassée pour les célébrations du Nouvel An 2025 dans le Vieux Carré français de La Nouvelle-Orléans en Louisiane, aux États-Unis. 14 personnes sont tuées et près de 36 blessées avant que le criminel ne soit abattu par la police. Le FBI ouvre une enquête pour attentat terroriste.
L'auteur de l'attaque, Shamsud-Din Bahar Jabbar, se réclame de l'organisation État islamique.

## Faits

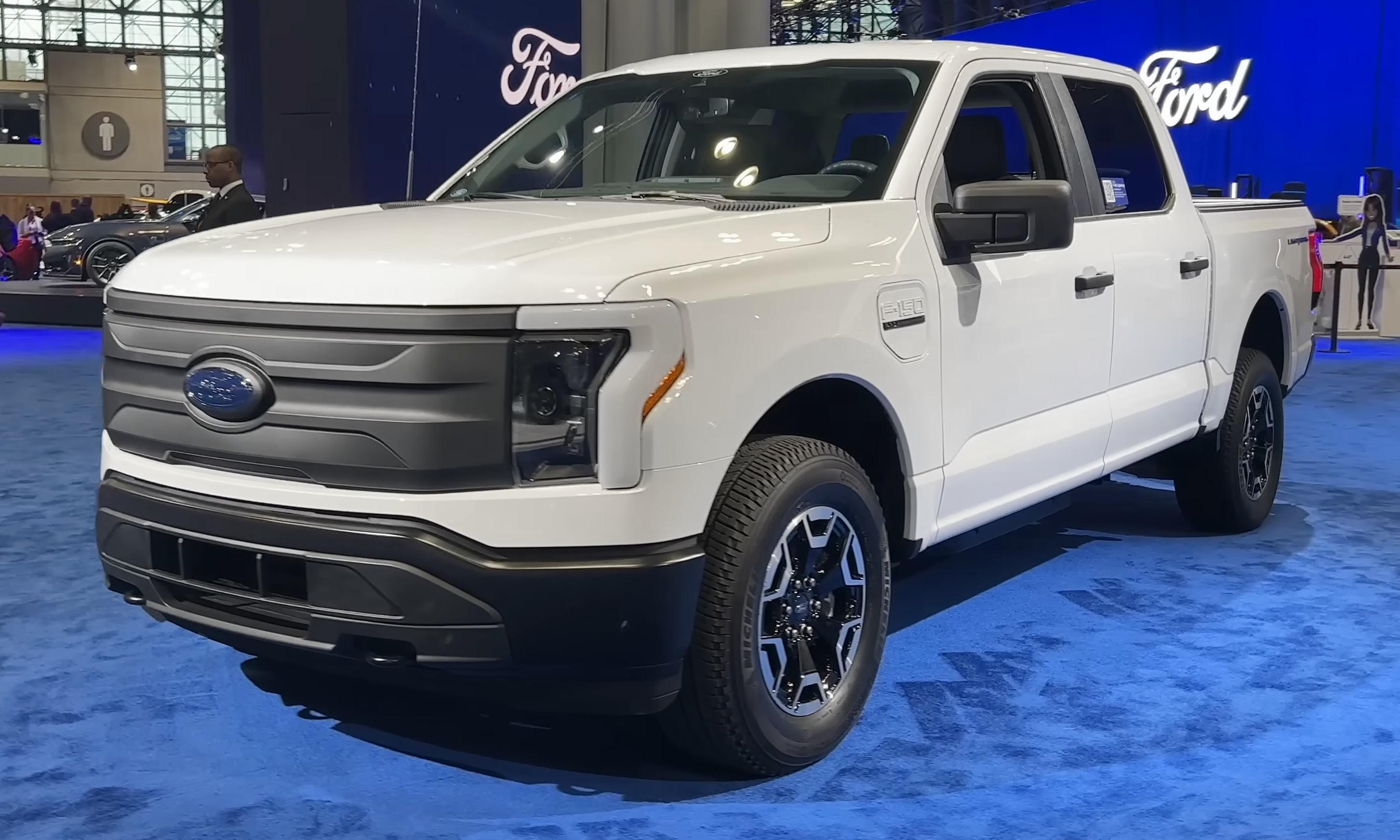
Ford F-150 Lightning.

À La Nouvelle-Orléans en Louisiane, le 1er janvier 2025 vers 3 h 15 du matin, pendant les célébrations du Nouvel An, un véhicule de type pick-up électrique emprunte Bourbon Street à partir de Canal Street, entre dans le Vieux Carré, centre historique de la ville, et fonce dans la foule venue fêter le Nouvel An,. Les barrières de sécurité censées éviter une telle intrusion ont été retirées pour maintenance, et l'assaillant se faufile entre des voitures de police garées là à cet effet. Après avoir fauché plusieurs passants et percuté une nacelle élévatrice en stationnement, le chauffeur sort de son véhicule au carrefour avec Conti Street et tire au fusil d'assaut AR-10. Il est abattu par la police,.
Outre l'assaillant, quatorze personnes sont tuées et près de trente-six blessées,, dont deux policiers du NOPD. 
À bord du véhicule, un Ford F-150 Lightning, les enquêteurs trouvent un pistolet Glock, un drapeau de l’État islamique et de possibles explosifs artisanaux. D'autres engins explosifs sont découverts dans les alentours. 
Le FBI ouvre une enquête pour attentat terroriste, recherchant notamment des connexions avec des organisations islamistes. L'assaillant a, selon le FBI, posté des vidéos sur les réseaux sociaux où il exprime son « désir de tuer » et indique qu'il est « inspiré par l'État islamique »,.
Le Sugar Bowl, match de football américain universitaire, qui se tient chaque année au Caesars Superdome voisin des lieux de l'attentat, est reporté au lendemain,.

## Coïncidence
Quelques heures après l'attentat de La Nouvelle-Orléans, un Tesla Cybertruck explose devant l'entrée du Trump Hotel Las Vegas, loué via la même application en ligne que le F-150 de La Nouvelle-Orléans. Une personne meurt à l’intérieur du véhicule et sept autres sont blessées à proximité. La police étudie un éventuel lien entre l’explosion d'un Tesla Cybertruck au Trump International Hotel Las Vegas avec l’attentat de La Nouvelle-Orléans mais penche pour un acte distinct,.

## Profil de l'assaillant

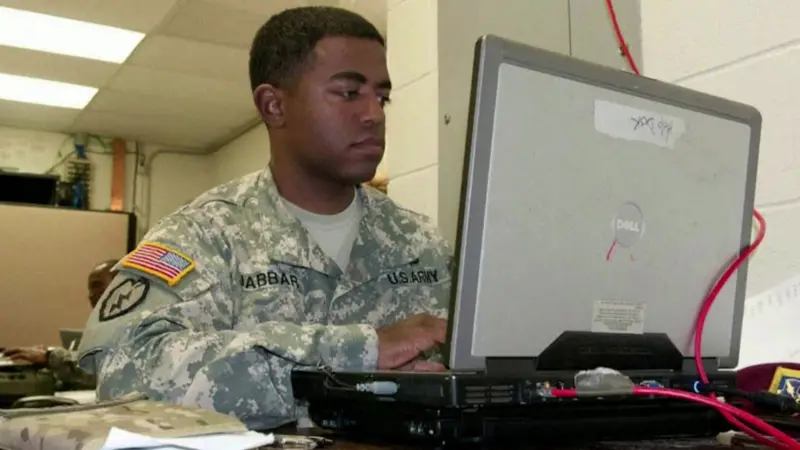
Shamsud-Din Jabbar pendant son service miltaire à la 82e division aéroportée en 2013.

L'assaillant est un citoyen américain de 42 ans, Shamsud-Din Bahar Jabbar, né et résidant au Texas. Selon son frère, il s'était converti à l'islam dans sa jeunesse. Il se serait radicalisé durant les dernières années de sa vie. 
Shamsud-Din Jabbar est titulaire d'un bachelor en informatique obtenu à l'université d'État de Géorgie en 2017. Il s'agit d'un vétéran de l'US Army, en activité de 2007 à 2015 puis versé dans la réserve jusqu'en 2020. Il y œuvrait dans les domaines des ressources humaines et de l'informatique et avait servi en Afghanistan en 2009. Staff sergeant (en) à la fin de sa carrière, il avait reçu de multiples décorations, dont la Global War on Terrorism Service Medal.
En 2020, il était agent immobilier, faisant état en 2022 de « difficultés financières » concernant son agence. En août 2022 il déclarait travailler pour le cabinet d'audit Deloitte. Marié deux fois, il était en cours de divorce.

## Réactions
Le président élu Trump déclare sur son réseau social que l’attentat est directement lié à une immigration illégale, ce qui était déjà considéré comme une désinformation plusieurs heures avant son message puis confirmé par l’enquête, l’auteur étant né sur le sol américain.